# Gracixalus jinxiuensis
Gracixalus jinxiuensis es una especie de anfibios anuros de la familia Rhacophoridae que se localiza en China, desde Guangxi y el sur de Hunan, alrededor de los 1800 metros de altitud. También habita en el norte de Vietnam, en la provincia de Lạng Sơn, entre los 1850 y los 2050 metros de altitud.